# オープンアクセスボタン

オープンアクセスボタンのロゴ

オープンアクセスボタン（英語: Open Access Button）はブラウザのブックマークレットで、人々が学術論文のペイウォールにぶつかってアクセスできなくなったときに登録し、互いの便宜を図るものである。主宰は Medsin UKとRight to Research Coalition。
プロトタイプはBMJハックウィークエンドで作成され、すべてのコードはGitHubに公開し、オンラインで入手できる。
オープンアクセスボタンのベータ版は、2013年11月18日に「学生と初期の研究者対象のベルリン11衛星会議」で正式に発表された。ペイウォールに阻まれた事例を記録し、記事のオープンアクセス版を見つけるオプションも提供した。2014年4月、クラウドファンディングキャンペーンを開始、バージョン2を作成した。
ボタンのバージョン2はオープンアクセスウィークの一環として2014年10月21日にリリース。
2015年2月、Scholarly Publishing and Academic Resources Coalition （SPARC）の選ぶSPARCイノベーター賞は、オープンアクセスボタンならびにその共同創設者デイビッド・キャロルとジョセフ・マカーサー（通称「ボタンボーイズ」）に贈られた。
バージョン3のボタンも、やはりオープンアクセスウィークの一環として2016年10月28日にリリースしている 。